# Flugzeugkollision bei Wölfersheim

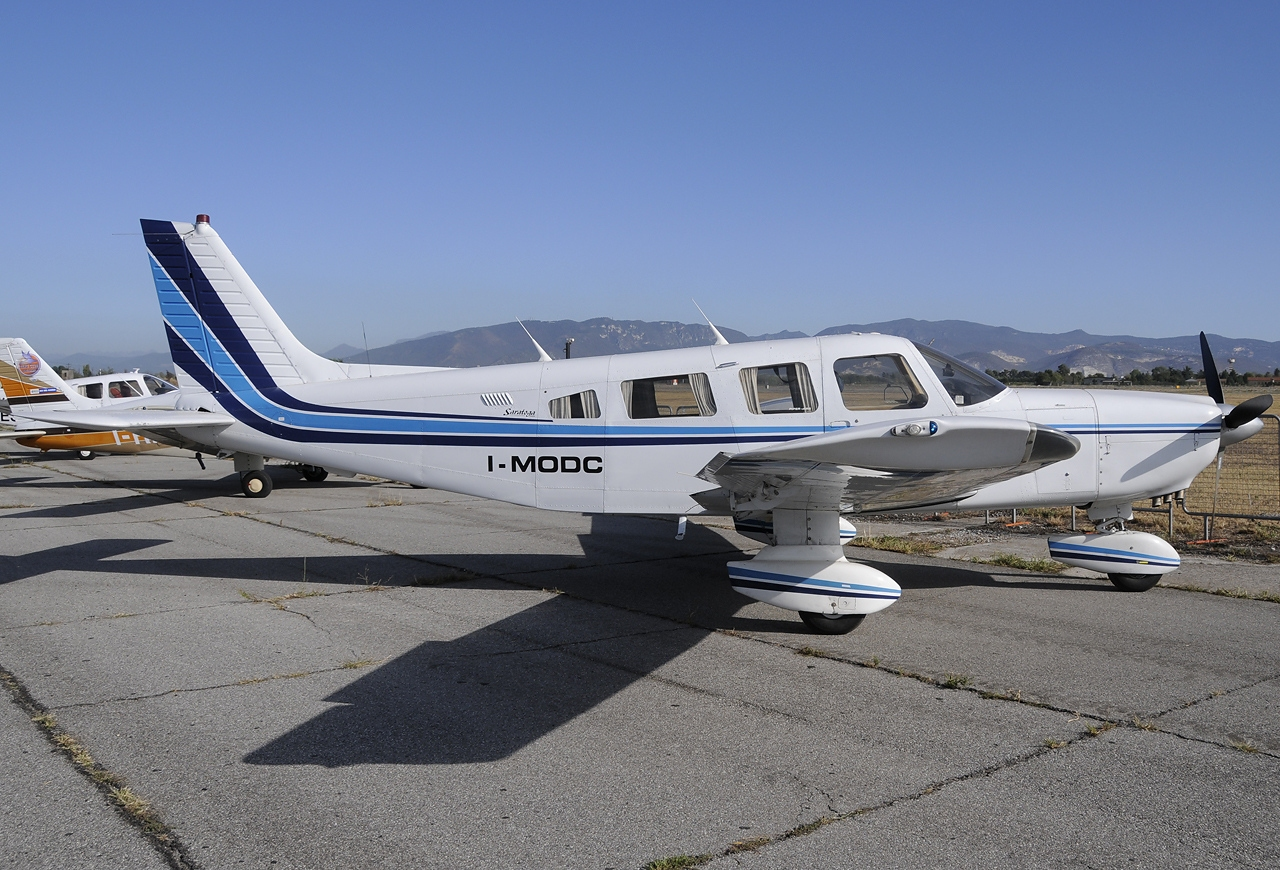
Eine Piper Saratoga, ähnlich der D-EUEU

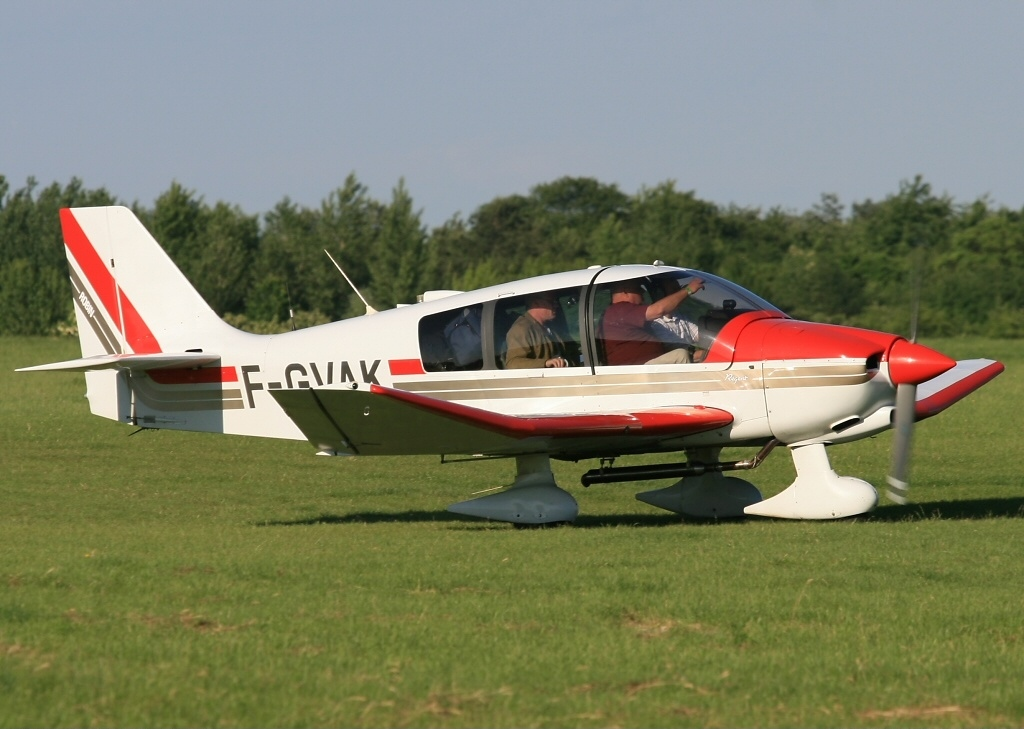
Eine Robin DR 400-180 Regent, ähnlich der D-EHJP

Bei der Flugzeugkollision bei Wölfersheim kollidierten am 8. Dezember 2012 zwei Kleinflugzeuge bei Wölfersheim, Hessen, und stürzten ab. Der Unfall gilt als einer der schwersten zivilen Flugunfälle der vergangenen Jahre.

## Verlauf
Die Piper PA-32 Saratoga war um 15:05 Uhr mit einer fünfköpfigen Familie aus Offenbach am Main mit Ziel Flugplatz Aschaffenburg gestartet. Die Robin DR 400 Régent war um 15:35 Uhr vom Flugplatz Koblenz-Winningen zum Flugplatz Reichelsheim gestartet. Beide Flüge wurden als Flüge nach Sichtflugregeln (VFR) durchgeführt. Ab 16:03:28 befanden sich beide Flugzeuge auf Kollisionskurs zueinander, die Piper flog in Richtung 160 Grad, die Robin 120 Grad, der Abstand zwischen den Kleinflugzeugen betrug zu Beginn der Annäherung 1,02 NM, beide flogen in einer Höhe von 3500 Fuß über Meeresspiegel. Der Pilot der Robin meldete dem Flugplatz Reichelsheim die bevorstehende Landung per Funk um 16:03:40. Gegen 16:04:07 Uhr – nach 39 Sekunden Flug ohne Richtungsänderung – kollidierten die Flugzeuge in einer Höhe von 3.500 Fuß und schlugen etwa 600 Meter voneinander entfernt auf. Alle Insassen  – vier Kinder im Alter zwischen zwei und acht Jahren sowie deren zwei Elternpaare – wurden tödlich verletzt.

## Ermittlungen
Der Untersuchungsbericht der Bundesstelle für Flugunfalluntersuchung wurde am 21. Mai 2019 veröffentlicht. Darin wird der Unfall darauf zurückgeführt, dass 
„die Piloten beider Luftfahrzeuge die Annäherung des Konfliktverkehrs nicht oder nicht rechtzeitig wahrgenommen hatten. Zu dem Unfall haben beigetragen:
* Annäherung der beiden Flugzeuge zueinander in Form einer stehenden Peilung
* Blendung des Piloten der PA 32 durch die tiefstehende Sonne
* Orographisch bedingte Einschränkungen der Erkennbarkeit der beiden Flugzeuge“
Aus Kollisionsspuren an den Flugzeugtrümmern wurde ein Aufprallwinkel von 30 bis 40 Grad bei der Kollision ermittelt. Da das auch dem Winkel der Radarspuren zueinander entspricht, weist das darauf hin, dass keiner der beiden Piloten ein Ausweichmanöver einleitete.
Die Ermittlungen konzentrierten sich nun auf die Frage, ob und wann die Piloten die Kollision voraussehen konnten, also ob die gegenseitige Sichtbarkeit gewährleistet war. Zwei baugleiche Exemplare wurden am Boden auf dem Flugplatz Bonn/Hangelar entsprechend platziert und optische Hindernisse an den Maschinen in der Sichtlinie abgeschätzt, leider ohne klares Ergebnis. Des Weiteren wurde der Flug aus Sicht der vorderen Maschine an einem professionellen Simulator in der TU Darmstadt nachgestellt. Nur 76 % der 30 Probanden nahm die zweite Maschine spätestens 5 Sekunden vor der Kollision wahr, und von diesen erkannten nur drei den Konfliktverkehr rechtzeitig, um noch Ausweichmanöver einzuleiten. Daraus leiteten die Ermittler ab, dass die Piloten keine Chance hatten und empfehlen das Mitführen von Kollisionswarngeräten auch in Kleinflugzeugen. Unter dem Eindruck des Unfalls hat die Motorflugabteilung des Aero-Club-Koblenz e. V. beschlossen, ihre Motorflugzeuge mit FLARM (einem im Segelflugbereich stark verbreiteten Kollisionswarngerät) ausrüsten zu lassen.

## Ermittlung gegen den Fliegerarzt
Gegen einen Fliegerarzt ermittelte die Gießener Staatsanwaltschaft wegen des Verdachts der fahrlässigen Tötung, weil dieser einen Piloten trotz einer Erkrankung für flugtauglich erklärte. Dies ist bemerkenswert, da damit gegen eine Person ermittelt wurde, die weder direkt (Pilot) noch mittelbar (Lotse, Technik-Crew) zu dem Unfall beitrug.
Der Pilot der Piper litt an Diabetes mellitus Typ 1 (Zuckerkrankheit) und war somit insulinpflichtig. Im Flugzeug führte er einen Vorrat an Traubenzucker, Spritzen und ein Blutzucker-Messgerät mit. Personen mit einer solchen Erkrankung dürfen nicht für flugtauglich erklärt werden. Die Wohnung des Arztes wurde aufgrund des Anfangsverdacht auf „Ausstellung unrichtiger Gesundheitszeugnisse“ (§ 277 StGB) durchsucht. Die Ermittlungen wegen fahrlässiger Tötung wurden jedoch eingestellt, da eine akute Erkrankung des Piloten nicht mit Sicherheit als Unfallursache bestimmt werden konnte. Dagegen wurden die Ermittlungen gegen den Mediziner wegen des Anfangsverdachtes der vorsätzlichen Ausstellung unrichtiger Gesundheitszeugnisse fortgesetzt, aber an die hierfür örtlich zuständige Staatsanwaltschaft in Niedersachsen abgegeben.

## Filmische Bearbeitungen
Der Flugzeugabsturz wird in der ARD-Reihe „Exklusiv im Ersten“ im Beitrag „Crash am Himmel“ thematisiert. Der Film von Rütger Haarhaus zeigt die Spurensuche der Ermittler der Bundesstelle für Flugunfalluntersuchung in Braunschweig.  Im Film werden die Ermittler über ein Jahr begleitet, beginnend mit der Inspektion der Trümmer am Unfallort. Gezeigt werden ebenfalls die Nachstellung am Simulator mit mehreren Probanden, Visualisierung der Flugbahn anhand rekonstruierter Daten aus dem GPS-Gerät und Radarspuren und andere Arbeitsschritte der Ermittler.